# 20 minutos
20 minutos è un quotidiano d'informazione, a distribuzione gratuita, con edizioni locali in 15 città spagnole, pubblicato da lunedì a venerdì. È il periodico più letto in Spagna, con 2 507 000 lettori, in base ai dati della tiratura media del 2007.
I contenuti sono fruibili attraverso licenza libera Creative Commons CC BY (attribuzione), permettendo a chiunque di copiare, distribuire liberamente, nonché fare un uso commerciale dei contenuti (ad esclusione delle vignette), con alcune limitazioni. Il giornale può essere scaricato dal sito web ufficiale.

## Storia
Il 3 febbraio 2000 è stato pubblicato il primo numero di Madrid y M@s, annunciato come «il primo quotidiano che non si vende» e con una tiratura di 100 000 copie. Lo stesso anno, il 16 novembre, appare Barcelona y M@s. L'anno seguente, i lettori dei due giornali erano oltre 200.000.
Nel giugno 2001, 20 Minutos Holding diventa azionista maggioritario della società editrice Multiprensa y Más ed il giornale cambia il proprio nome in 20 minutos. Tuttavia, fino al 2002 nella testata resterà il vecchio nome accanto al nuovo logotipo. Il 15 marzo 2002 uscì a Parigi il primo numero in lingua francese, al quale in seguito si aggiunse la sezione di informazioni dipartimentali nelle città di Marsiglia, Lione, Tolosa, Nizza, Nantes, Strasburgo, Montpellier, Bordeaux, Lilla, Rennes e Grenoble.
Nel corso del 2003 appaiono le edizioni di Siviglia e Saragozza. In dicembre, il numero di lettori si approssima a 1.427.000. Durante gli anni 2004 e 2005 il giornale continua ad aumentare la tiratura, e si pubblica a Barcellona, Valencia, Alicante, Malaga, Granada, Murcia, Cordova, Bilbao, Valladolid, Vigo e La Coruña.
Nel 2005 si superano i 2.000.000 di lettori. Nello stesso anno, il giornale adotta, primo al mondo, la licenza Creative Commons, permettendo così a chiunque di divulgare opere derivate dalle notizie pubblicate.
Nel luglio 2006 diventa il quotidiano più letto in Spagna, in base ai dati 2006 dell'EGM, superando per la prima volta nella sua storia Marca.
Il 10 settembre del 2007, il giornale aumenta ulteriormente la sua tiratura e comincia ad essere distribuita l'edizione del Asturie a Oviedo, Gijón y Avilés.
La pagina web del quotidiano, 20minutos.es, vanta una media di 363.253 lettori giornalieri, in base ai dati della OJD dell'aprile 2008.

### La polemica del giornalismo partecipativo
È opportuno ricordare che, dall'inizio del 2006, il giornale ha accentuato la sua immagine di "quotidiano partecipativo", nell'intento di raccogliere molte delle preoccupazioni della cittadinanza, mediante la pubblicazione di articoli per trattare temi di natura legale, ecc. Molto importante è anche la collaborazione da parte dei cittadini stessi, mediante lettere al direttore, opinioni, inchieste o sezioni fotografiche di denuncia.
I detrattori criticano la possibilità di dare voce ai lettori in maniera troppo aperta, portando ad una notevole perdita di qualità giornalistica, come ad esempio la raccolta di articoli non debitamente valutati, una tendenza al sensazionalismo, o la considerazione di notizie come tema di prima pagina, cosa che generalmente è irrilevante per qualsiasi giornale a pagamento. Altri invece applaudono il fatto di allargare l'agenda informativa, stabilire un dialogo e dare più voce ai lettori.